# Ян Клеменс Браницький (маршалок)
Ян Клеменс Брани́цький, Брані́цький гербу Гриф (нар. бл. 1624nbsp;— пом. 9 березня 1673) — державний діяч Королівства Польського та Речі Посполитої, граф з Рущі (частина Кракова); стольник великий коронний (1659—1662), маршалок надвірний коронний (1662—1673) і Головного Коронного трибуналу (1661); староста хенцинський (1652—1663), сондецький (1664—1670), стопницький (1664—1673), ратненський (1665—1673), бєльський (1667—1673), бранський (1670—1673), смідинський і коросненський.

## Життєпис
Ян Клеменс народився близько 1624 року. Був другим сином, на той час, старости хенцинського Яна Клеменса Браницького та його дружини Анни Беати з Ваповських, доньки каштеляна перемишльського Станіслава Яна Ваповського. Мав брата Станіслава та сестер Анну Марту, Катажину Кристину й Теофілю.
11 лютого 1649 року отримав консенс (королівську згоду) на зайняття староства хенцинського після батька, а 30 листопада 1652 року отримав це староство від батька в цесію, тримав його до 1663 року.
Був послом на сейм 1655 року від Сандомирського воєводства. Під час Шведського потопу (1655—1660) Ян Клеменс узяв участь у військових діях на боці короля Яна Казимира, виставив власну хоругву зі 123 вояків. Імовірно, був учасником виправи під проводом Стефана Чарнецького в Данії (1658—1659). 25 листопада 1658 року був номінований підстолієм великим коронним, проте цього уряду не обійняв. Натомість з 23 червня 1659 року став стольником великим коронним.
1661 року разом із тестем Стефаном Чарнецьким входив до лав прихильників реформ і старанно працював над залученням сандомирської шляхти до втілення двірських замислів. Остання обрала його знову послом на сейм 1661 від Сандомирського воєводства, звідки він був делегований у комісїї до фіскальних судів і щодо задоволення війська; пізніше став маршалком Головного Коронного трибуналу. 20 червня 1662 року був призначений маршалком надвірним коронним.
У жовтні 1663 року Стефан Чарнецький отримав староство сондецьке, проте уряд він не обійняв, а через 4 місяці отримав дозвіл на передачу цього староства в цесію своєму зятеві Янові Клеменсові Браницькому, який перебував на цій посаді до 1670 року. В цей період Браницький отримав також староства стопницьке (1664) і ратненське (1665).
У другій половині 1663 року Браницький взяв участь у великому поході короля на Лівобережну Україну. Повернувшись звідти, він допомагав суду готувати справу проти гетьмана польного коронного Єжи Себастьяна Любомирського й засідав у сеймовому суді. 29 грудня 1664 року надвірний маршалок Браницький оголосив вирок сеймового суду над Любомирським: за підбурювання шляхти проти короля, замах на захоплення влади, державну зраду та хабарництво він був засуджений до страти, конфіскації майна та втрати честі. Влітку 1666 року як королівський делегат взяв участь у перемовинах із учасниками рокошу Любомирського, підписав декларацію ласки для рокошан.
Після смерті королеви Людвіки Марії 1667 року Ян Клеменс Браницький отримав бєльське староство. Був також тенутарієм смідинським.
Навесні 1668 року через плани зречення короля Яна Казимира впливова литовська родина Паців (на чолі з великим канцлером литовським Кшиштофом Зиґмунтом і великим гетьманом литовським Міхалом Казимиром) виступила відкрито проти двору та французької партії, а також проти одного з її очільників, великого коронного гетьмана та маршалка Яна Собєського. До опозиції приєднався також коронний надвірний маршалок Ян Клеменс Браницький, який навесні та влітку проводив серед сандомирської шляхти агітацію проти двору. Опозиційне ставлення Браницького, ймовірно, спонукало короля повернутися до ідей початку його правління — більше контролювати судові повноваження маршалків. Він зосередився на тому, щоб частково передати коло справ, що належали до компетенції маршалківських судів, до інших судів, над якими він здійснював ближчий контроль, а саме, ймовірно, до міських судів, і через них до асесорського та, особливо, до реляційного суду, в якому він сам засідав. Крім того, дії короля були спрямовані на обмеження інших повноважень маршалка: призначення авдієнцій іноземним послам, управління двором і королівською гвардією. На сеймі 16 вересня 1668 року Ян Клеменс Браницький підписав акт, що підтвердив абдикацію короля Яна Казимира.

Надгробний пам'ятник Браницьких у костелі святих Петра й Павла в Кракові: Яна Клеменса та його дружини Александри Катажини з Чарнецьких, їхнього сина Стефана Міколая та його дружини Катажини Схоластики з Сапігів

Під час безкоролів'я надвірний маршалок підтримував кандидатуру московського царевича Фьодора на польський престол. У цей час Браницький був досить активним, підписав акт конфедерації, входив до складу делегації, призначеної для ревізії скарбниці, на раді примаса. Під час елекції 1669 року став суддею Генерального каптурового суду. Був електором Міхала Корибута Вишневецького 1669 року від Сандомирського воєводства, підписав його pacta conventa.
Після обрання Міхала Вишневецького, якого він після присяги в костелі проголосив королем, Браницький повністю відійшов від французької партії та разом із Кшиштофом Зиґмунтом Пацем й Анджеєм Ольшовським став одним із радників нового короля. 18 березня 1670 року Ян Клеменс Браницький отримав староство бранське. Пізніше, претендуючи на маєтність Тичин через родинну спорідненість із Ваповськими, збройно напав на це місто й вивіз звідти, зокрема, з села Будивой, адміністрацію мечника прусських земель Міхала Дзялинського. За цей наїзд Браницький був засуджений трибуналом. Пізніше ця справа мала гучний відгук на першому сеймі 1672 року, де Дзялинський не хотів допустити присутності Браницького в сенаті. Ця суперечка була тимчасово вирішена на сеймі, але невідомо, чи була вона вирішена остаточно. Під час другого сейму цього ж року Браницький вже був хворим.
Помер Ян Клеменс Браницький 9 лютого 1673 року. Був похований у Кракові в костелі Святих Петра й Павла.

## Сім'я
Близько 1658 року Ян Клеменс Браницький одружився з донькою, на той час, воєводи руського Стефана Чарнецького Александрою Катажиною. Пожружжя мало двох дітей:
- Стефана Міколая[pl] (бл. 1640—1709) — стольника великого коронного, воєводу підляського; старосту стопницького, бєльського, бранського, ратненського та коросненського.
- Констанцію Теклю — дружину полковника Йогана Генріха фон Альтенбокума[28].

## Маєтності
Ян Клеменс Браницький одідичив маєтності після батька, значно їх розширив, зокрема, завдяки шлюбу з донькою Стефана Чарнецького. У Краківському воєводстві володів Браніцями та Рущою (тепер — частини Кракова), на Русі — Тичином, на Підляшші — Білостоком і Тикоцином.
У 1660-х роках перебудував знищений шведами Стопницький замок у ренесансному стилі.
У розквіті своєї діяльності Ян Клеменс Браницький зі своїх маєтностей, тенут і староств сплачував 7559 злотих кварти.